# Tochigi City FC
El Tochigi City FC (en japonés: 栃木シティフットボールクラブ, Tochigi Shiti Futtobōrukurabu) es un equipo de fútbol de Japón que juega en la J3 League, la tercera división nacional.

## Historia
Fue fundado en el año 1947 en la ciudad de Tochigi en la Prefectura de Tochigi con el nombre Hitachi Tochigi Soccer Club por un grupo de trabajadores afiliados a Hitachi, Ltd.
Luego de lograr el subcampeonato en la Liga de Kanto en 2009, lograron el ascenso a la Japan Football League vía playoff. Antes de su debut en la JFL, el club quitó el nombre Hitachi y lo cambió por Tochigi Uva FC. Para la temporada 2019 el club pasa a llamarse Tochigi City FC.
En 2023 el Tochigi City logra el ascenso a la JFL luego de vencer al Tsukuba FC en la última jornada por 4–0 en la Liga de Kanto, ganando su primer título regional y regresando a la cuarta división desde que dejaron de llamarse Tochigi Uva.
El 24 de septiembre de 2024 el Tochigi City anunció que obtuvieron la licencia para jugar en la J3 League luego de la aprobación en la mesa directiva. El 17 de noviembre de 2024 el Tochigi City aseguró el título de la Japan Football League y el ascenso a la J3 League por primera vez en su historia al vencer al Atletico Suzuka por 6-0 en el Kanseki Stadium Tochigi en la jornada 29, el último partido de local en la temporada.
El 13 de diciembre de 2024 el Tochigi City recibió el informe de que su primer partido de local en la J3 League será ante el SC Sagamihara el 15/16 de febrero de 2025 y su primer partido de visitante será ante el descendido de la J2 League, el Thespa Gunma el 22/23/24 de febrero de 2025.
El 20 de diciembre de 2024 el Tochigi City jugará su primer partido en la historia de la J.League Cup ante el Kashima Antlers de la J1 League el 20 de marzo de 2025.

## Palmarés
- Japan Football League: 1

2024
- Japanese Regional Football Champions League: 1

2023
- Kantō Soccer League: 3

2018, 2020, 2022
- Tochigi Prefecture Division 1: 10

1967, 1968, 1971, 1973, 1974, 1976, 1980, 1983, 1999, 2002
- Tochigi Prefecture Division 2: 1

1991
- Tochigi Prefecture 2nd Division A: 2

1989, 1990